# 24 de abril
24 de abril é o 114.º dia do ano no calendário gregoriano (115.º em anos bissextos). Faltam 251 dias para acabar o ano.

## Eventos históricos

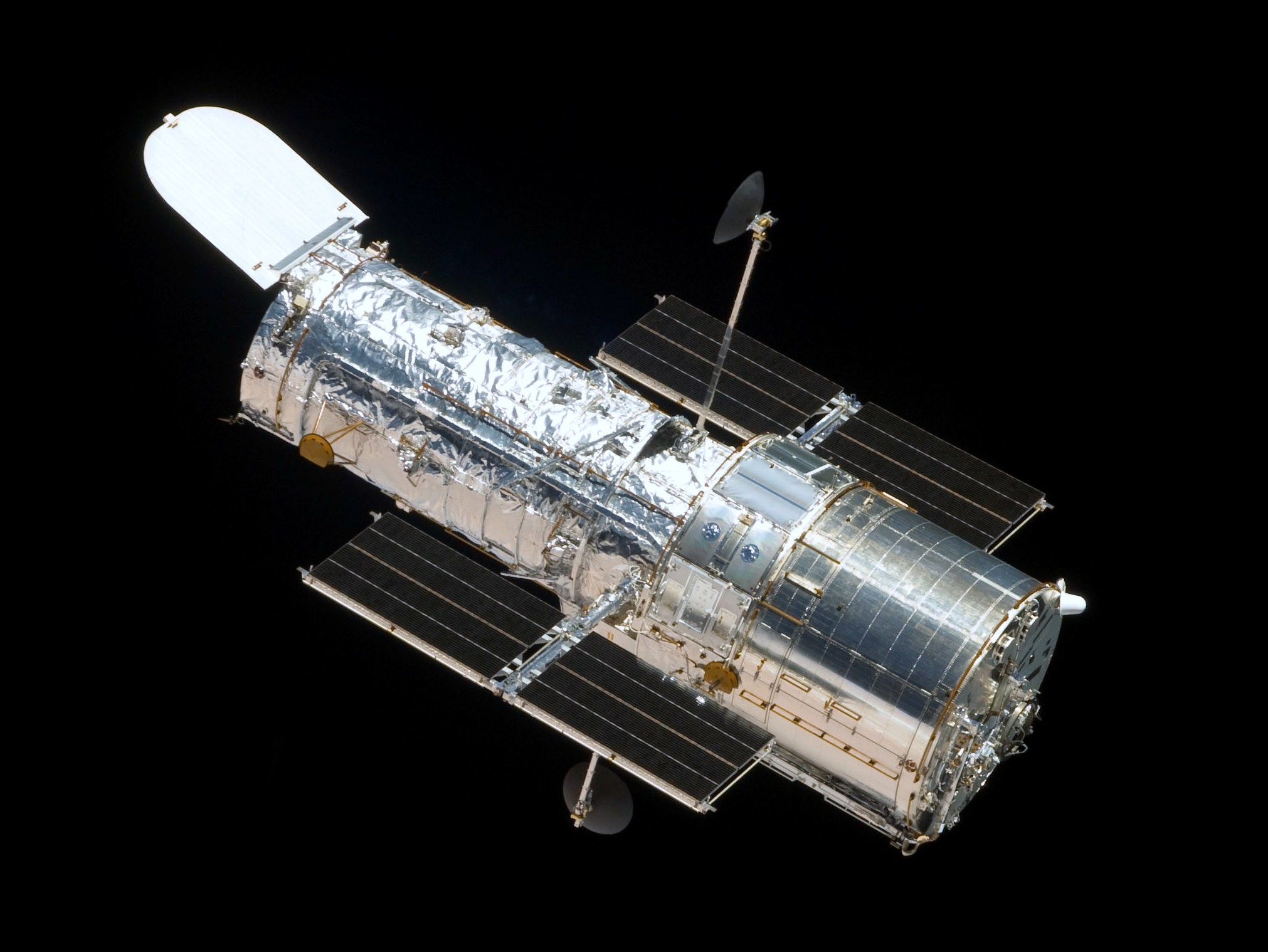
1990: lançamento do Telescópio espacial Hubble.

- 1479 a.C. — O faraó Tutemés III ascende ao trono do Egito, embora o poder efetivamente seja transferido para Hatchepsut (de acordo com a Cronologia da XVIII dinastia).
- 1184 a.C. — Data tradicional da queda de Troia. Marcando o fim da lendária Guerra de Tróia, data dada pelo bibliotecário-chefe da Biblioteca de Alexandria Eratóstenes, entre outros.
- 0858 — É eleito o Papa Nicolau I.
- 1547 — Batalha de Mühlberg: o Duque de Alba, comandando as forças imperiais de Carlos V, derrota as tropas da Liga de Esmalcalda.
- 1558 — Casamento de Francisco, Delfim de França com a Rainha Maria I da Escócia.
- 1585 — Eleição do cardeal Felici Peritti como Papa Sisto V.
- 1646 — Ocorre a Batalha de Tejucupapo, na atual cidade pernambucana de Goiana, no contexto da segunda das Invasões neerlandesas ao Brasil, entre forças neerlandesas e luso-brasileiras.
- 1704 — Publicado em Boston o primeiro jornal regular das Treze Colônias Britânicas, chamado The Boston News-Letter.
- 1763 — Os espanhóis invadem a Vila de Rio Grande - Atual cidade de Rio Grande (Rio Grande do Sul, Brasil).
- 1800 — Inaugurada a Biblioteca do Congresso dos Estados Unidos em Washington, D.C.
- 1877 — Guerra russo-turca: o Império Russo declara a guerra ao Império Otomano.
- 1895 — Joshua Slocum, a primeira pessoa a realizar uma circunavegação solitária, parte de Boston, nos Estados Unidos, a bordo do sloop "Spray".
- 1914 — Apresentado à Sociedade de Física Alemã o experimento de Franck-Hertz, um pilar da mecânica quântica.
- 1915 — Início do Genocídio Armênio com a detenção de 250 intelectuais e líderes comunitários armênios em Istambul.
- 1916
  - Revolta da Páscoa: os republicanos irlandeses, liderados por Patrick Pearse e James Connolly, lançam uma revolta contra o domínio britânico na Irlanda e proclamam uma República Irlandesa. É a primeira ação armada do período revolucionário irlandês.
  - Ernest Shackleton e cinco homens da Expedição Transantártica Imperial lançam um bote salva-vidas na desabitada ilha Elefante no Oceano Antártico para organizar o resgate da tripulação do Endurance.
- 1917 — Primeira Guerra Mundial: naufrágio do navio dinamarquês Wilhelm Krag e outros três navios ao largo da Praia da Luz (Algarve, Portugal).
- 1933 — A Alemanha nazista começa sua perseguição às Testemunhas de Jeová, fechando o escritório da Sociedade Torre de Vigia em Magdeburgo.
- 1953 — Winston Churchill é designado cavaleiro da coroa britânica pela rainha Isabel II do Reino Unido.
- 1955 — Término da Conferência de Bandung: vinte e nove nações não-alinhadas da Ásia e África encerram uma reunião que condena o colonialismo, o racismo e a Guerra Fria.
- 1957 — Crise de Suez: o canal de Suez é reaberto após a introdução das forças de manutenção da paz da UNEF na região.
- 1965 — Uma guerra civil irrompe na República Dominicana quando o coronel Francisco Caamaño derruba o triunvirato que estava no poder desde o golpe de estado contra Juan Bosch.
- 1967 — O cosmonauta Vladimir Komarov morre na Soyuz 1 quando seu paraquedas não abre. É o primeiro ser humano a morrer durante uma missão espacial.
- 1968 — As ilhas Maurício tornam-se estado-membro da Organização das Nações Unidas.
- 1970
  - Gâmbia se torna uma república dentro da Comunidade das Nações, com Dawda Jawara como seu primeiro presidente.
  - China lança Dong Fang Hong 1, tornando-se a quinta nação a colocar um objeto em órbita usando seu próprio propulsor.
- 1980 — Oito soldados estadunidenses morrem na Operação Eagle Claw enquanto tentavam acabar com a crise dos reféns americanos no Irã.
- 1990 — STS-31: o Telescópio espacial Hubble é lançado a partir do ônibus espacial Discovery.
- 2005 — Bento XVI é oficialmente entronizado como papa da Igreja Católica.
- 2007 — Anunciada por três países (França, Portugal e Suíça) a descoberta de Gliese 581 c, primeiro planeta extrassolar potencialmente habitável, conhecido como Segunda Terra.
- 2013
  - Um edifício desaba perto de Daca, Bangladesh, matando 1 129 pessoas e ferindo outras 2 500.
  - Destruído na Guerra Civil Síria o minarete do século XI da Grande Mesquita de Alepo, classificado como Patrimônio da Humanidade.
- 2022 — Segundo turno das eleições presidenciais da França em 2022. Emmanuel Macron vence Marine Le Pen (58,2% dos votos contra 41,8%), sendo reeleito.[1]

## Nascimentos

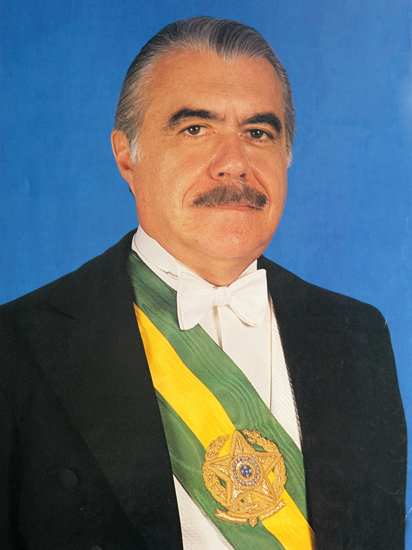
José Sarney

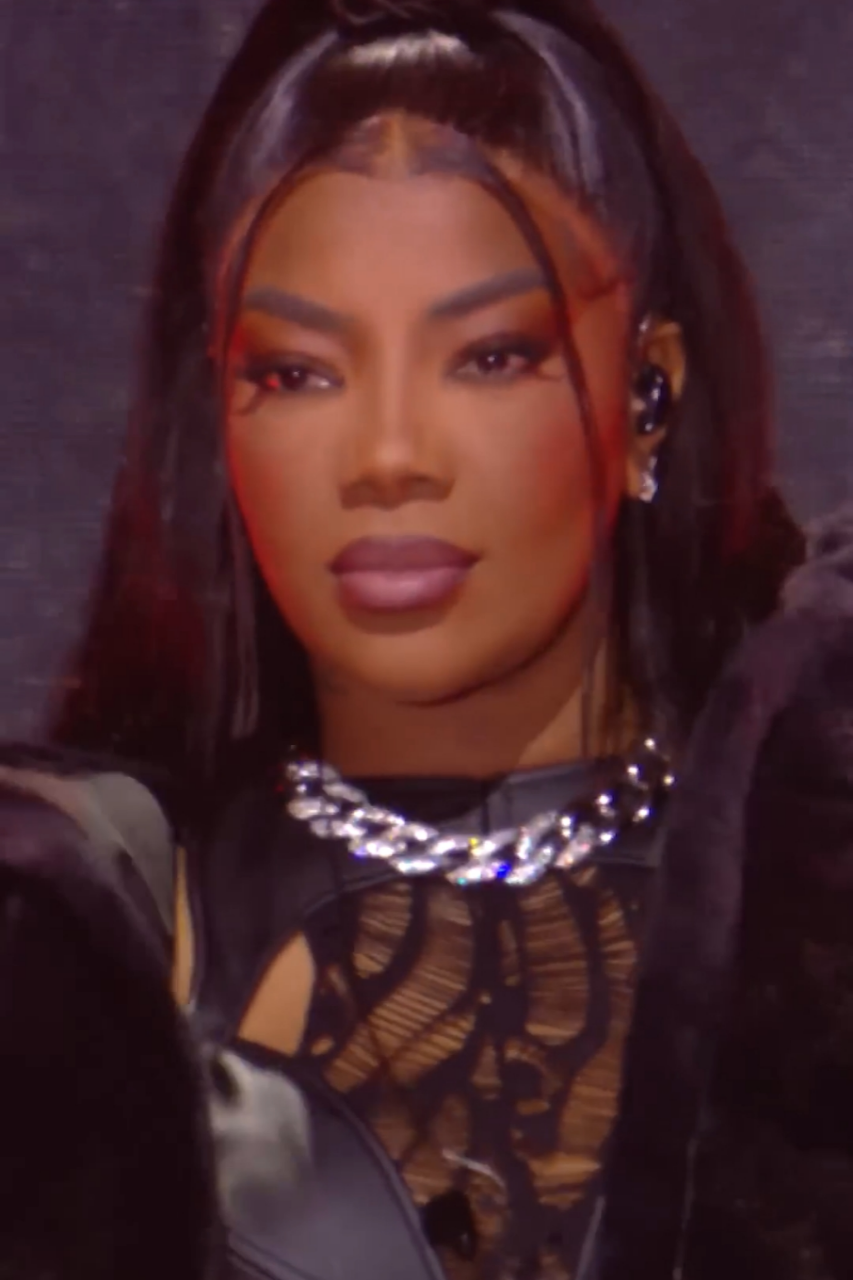
Ludmilla

### Anteriores ao século XIX
- 1084 — Ramiro II de Aragão (m. 1157).
- 1492 — Sabina da Baviera, duquesa de Württemberg (m. 1564).
- 1533 — Guilherme I, Príncipe de Orange (m. 1584).
- 1538 — Guilherme Gonzaga, duque de Mântua (m. 1587).
- 1562 — Xu Guangqi, político chinês (m. 1633).
- 1581 — Vicente de Paulo, santo francês (m. 1660).
- 1608 — Gastão, Duque d'Orleães (m. 1660).
- 1620 — John Graunt, cientista e demógrafo britânico (m. 1674).
- 1706 — Giovanni Battista Martini, musicólogo, professor e compositor italiano (m. 1784).
- 1719 — Giuseppe Baretti, crítico literário, tradutor, lexicógrafo e linguista italiano (m. 1789).

### Século XIX
- 1809 — Joseph Addison Alexander, erudito bíblico norte-americano (m. 1860).
- 1825 — Robert Michael Ballantyne, escritor britânico (m. 1894).
- 1845 — Carl Spitteler, escritor e poeta suíço (m. 1924).
- 1856 — Philippe Pétain, militar e estadista francês (m. 1951).
- 1876 — Erich Raeder, almirante alemão (m. 1960).
- 1897 — Manuel Ávila Camacho, político mexicano (m. 1955).

### Século XX

#### 1901–1950
- 1908 — Józef Gosławski, escultor e projetista de medalhas polonês (m. 1963).
- 1913
  - Celestina Catarina Faron, beata e freira polonesa (m. 1944).
  - Carlos Galhardo, cantor brasileiro (m. 1985).
- 1914 — William Castle, cineasta estadunidense (m. 1977).
- 1924 — Jocelyne LaGarde, atriz taitiana (m. 1979).
- 1928 — Martin Seymour-Smith, escritor e crítico literário britânico (m. 1998).
- 1930
  - José Sarney, advogado, político e escritor brasileiro, 31.° presidente do Brasil.
  - Maria da Conceição Tavares, economista, matemática e escritora luso-brasileira (m. 2024).
  - Viriato Ferreira, figurinista e carnavalesco brasileiro (m. 1992).
- 1934
  - Shirley MacLaine, atriz estadunidense.
  - Mike Taylor, automobilista britânico. (m. 2017).
- 1936 — Esther Pillar Grossi, educadora brasileira.
- 1937 — Joe Henderson, saxofonista de jazz estadunidense (m. 2001).
- 1941 — Silvio Moser, automobilista suíço (m. 1974).
- 1942 — Barbra Streisand, atriz e cantora norte-americana.
- 1943 — Danilo Santos Miranda, gestor cultural e sociólogo brasileiro (m. 2023).
- 1945 — Salomão Ribas Júnior, político brasileiro (m. 2024).
- 1947 — Márcia Gomes, dubladora e atriz brasileira (m. 2024).

#### 1951–2000
- 1953 — Cacá Carvalho, ator brasileiro.
- 1959 — Mario Saralegui, futebolista uruguaio.
- 1962 — Stuart Pearce, treinador e ex-futebolista britânico.
- 1963
  - Geraldão, ex-futebolista brasileiro.
  - Mano Solo, cantor e compositor francês. (m. 2010).
- 1965 — Steve Trittschuh, futebolista norte-americano.
- 1966 — Alessandro Costacurta, futebolista italiano.
- 1968 — Hashim Thaçi, político cosovar.
- 1969
  - Elias Atmatsidis, futebolista grego.
  - Melinda Clarke, atriz norte-americana.
- 1971 — Alejandro Fernández, cantor mexicano.
- 1973
  - Mafalda Vilhena, atriz portuguesa.
  - Victorino Chermont, repórter esportivo brasileiro (m. 2016).
- 1974 — Derek Luke, ator americano.
- 1975 — Thad Luckinbill, ator estadunidense.
- 1976 — Steve Finnan, futebolista irlandês.
- 1977 — Diego Placente, futebolista argentino.
- 1978 — Jesper Christiansen, futebolista dinamarquês.
- 1979 — Amir Abdel Hamid, futebolista egípcio.
- 1980
  - Austin Nichols, ator e diretor norte-americano.
  - Fernando Arce, futebolista mexicano.
  - Denise Milani, modelo norte-americana.
  - Jaime Melo, automobilista brasileiro.
- 1981
  - Andrija Delibašić, futebolista montenegrino.
  - Taylor Dent, tenista norte-americano.
  - Marcus Túlio Tanaka, futebolista nipo-brasileiro.
- 1982
  - Irina Tchachina, ginasta russa.
  - Kelly Clarkson, cantora estado-unidense.
- 1983
  - Zé Carlos, futebolista brasileiro.
  - Ervin Llani, futebolista albanês.
- 1985 — Tiago Valente, futebolista português.
- 1986 — Kellin Quinn, músico e estilista estadunidense.
- 1987
  - Jan Vertonghen, futebolista belga.
  - Serdar Taşçı, futebolista alemão.
  - Simone Corsi, motociclista italiano.
- 1988
  - Guillermo Burdisso, futebolista argentino.
  - Danny Santoya, futebolista colombiano.
- 1989 — Fábio Faria, futebolista português.
- 1990 — Kim Tae-ri, atriz sul-coreana.
- 1992
  - Rafaela Silva, judoca brasileira.
  - Doc Shaw, ator norte-americano.
- 1993 — Ben Davies, futebolista galês.
- 1994 — Jordan Fisher, ator americano.
- 1995
  - Kehlani, cantora e compositora norte-americana.
  - Ludmilla, cantora e compositora brasileira.
- 1996 — Ashleigh Barty, ex-tenista australiana.
- 1998 — Ryan Whitney Newman, atriz norte-americana.

## Mortes

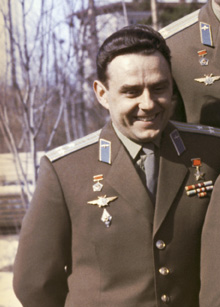
Vladimir Komarov

### Anteriores ao século XIX
- 0624 — Melito de Cantuária (n. ?).
- 1112 — Henrique de Borgonha, conde de Portucale (n. 1066).
- 1338 — Teodoro I de Monferrato (n. 1291).
- 1622 — Fiel de Sigmaringa, frade e santo alemão (n. 1578).

### Século XIX
- 1803 — Adélaïde Labille-Guiard, pintora francesa (n. 1749).
- 1897 — Florestina de Mônaco, duquesa de Urach (n. 1833).
- 1900 — George Campbell, 8.º Duque de Argyll (n. 1823).

### Século XX
- 1917 — Abel Botelho, escritor e diplomata português (n. 1855).
- 1933 — Felix Adler, filósofo norte-americano (n. 1851).
- 1935 — Eduardo Sarmento Leite, médico e professor brasileiro (n. 1868).
- 1967 — Vladimir Komarov, cosmonauta soviético (n. 1927).
- 1970 — Cassiano Branco, arquiteto português (n. 1897).
- 1974 — Bud Abbott, ator norte-americano (n. 1897)
- 1975 — Pete Ham, músico e guitarrista britânico (n. 1947).
- 1982 — Sérgio Buarque de Holanda, historiador, jornalista e escritor brasileiro (n. 1902).
- 1986 — Wallis, Duquesa de Windsor (n. 1896).
- 1993 — Oliver Tambo, político sul-africano (n. 1917).
- 2000 — George Volkoff, físico canadense (n. 1914).

### Século XXI
- 2001 — Josef Peters, automobilista alemão (n. 1914).
- 2005 — Ezer Weizman, político israelense (n. 1924).
- 2008 — Canhoto da Paraíba, músico brasileiro (n. 1926).
- 2011 — Marie-France Pisier, atriz francesa (n. 1944).
- 2016 — Billy Paul, cantor estadunidense (n. 1934).
- 2019 — Jean-Pierre Marielle, ator francês (n. 1932).
- 2021 — Christa Ludwig, cantora alemã (n. 1928).
- 2025 — Lúcia Alves, atriz brasileira (n. 1948).

## Feriados e eventos cíclicos

### Internacional
- Dia de Recordação do Genocídio Armênio - Armênia
- Dia Internacional do Jovem Trabalhador
- Dia Internacional do Milho
- Dia Mundial de Combate à Meningite

### Brasil
- Dia do Boi
- Dia do Samurai
- Dia do Churrasco e do Chimarrão (Rio Grande do Sul)
- Dia Nacional da Família na Escola
- Dia Nacional da Língua Brasileira de Sinais

### Cristianismo
- Benito Menni
- Elisabeth Hesselblad
- Fiel de Sigmaringa
- Gregório de Elvira
- Maria Eufrásia Pelletier
- Melito de Cantuária

## Outros calendários
- No calendário romano era o 8.º dia (VIII) antes das calendas de maio.
- No calendário litúrgico tem a letra dominical B para o dia da semana.
- No calendário gregoriano a epacta do dia é v.